# Oxalis thelyoxys
Oxalis thelyoxys är en harsyreväxtart som beskrevs av Wilhelm Olbers Focke. Oxalis thelyoxys ingår i släktet oxalisar, och familjen harsyreväxter. Inga underarter finns listade i Catalogue of Life.